# Riitta-Liisa Roponen
Riitta-Liisa Roponen, geb. Lassila (* 6. Mai 1978 in Haukipudas), ist eine ehemalige finnische Skilangläuferin.

## Werdegang
Roponen startete erstmals im November 1998 in Muonio im Skilanglauf-Weltcup und belegte dabei den 70. Platz über 5 km Freistil. Zu Beginn der Saison 2001/02 holte sie in Kuopio mit dem 22. Platz über 10 km klassisch und den 14. Rang über 5 km Freistil ihre ersten Weltcuppunkte. Im weiteren Saisonverlauf kam sie in Nove Mesto mit dem siebten Platz über 5 km Freistil erstmals unter den ersten Zehn im Weltcup und erreichte einen Tag später mit dem dritten Platz zusammen mit Riikka Sirviö im Teamsprint ihre erste Podestplatzierung im Weltcup. Bei ihrer ersten Olympiateilnahme 2002 in Salt Lake City errang sie den 36. Platz im Sprint, den 19. Platz im 15-km-Massenstartrennen und den siebten Platz mit der Staffel. Zu Beginn der folgenden Saison holte sie in Kiruna den neunten Platz über 5 km Freistil und damit ihr bestes Weltcupeinzelergebnis in der Saison. Beim Weltcup in Kuusamo kam sie mit der Mix-Staffel auf den zweiten Platz. Bei den Weltmeisterschaften 2003 im Val di Fiemme belegte sie den 41. Platz im 10-km-Doppelverfolgungsrennen und den 35. Rang über 30 km Freistil. Seit 2003 ist sie mit ihren Trainer Toni Roponen verheiratet. Nach der Geburt ihrer Tochter im Jahr 2004 nahm sie wieder zu Beginn der Saison 2004/05 am Weltcup in Gällivare teil. Dort errang sie den 17. Platz über 10 km klassisch und den zweiten Platz mit der Staffel. Es folgten in der Saison im Einzel drei siebte Plätze. Bei den Weltmeisterschaften 2005 in Oberstdorf gewann sie zusammen mit Pirjo Manninen Silber im Team-Sprint. Zum Saisonende holte sie in Falun zusammen mit der Staffel ihren ersten Weltcupsieg und erreichte den 16. Platz im Gesamtweltcup und den 14. Rang im Distanzweltcup. Zu Beginn der folgenden Saison belegte sie in Beitostølen den dritten Platz mit der Staffel. Im Januar 2006 erreichte sie in Lago di Tesero mit dem vierten Platz im 15-km-Massenstartrennen ihr bis dahin bestes Weltcupeinzelergebnis. Einen Tag später gewann sie mit der Staffel (zusammen mit Aino-Kaisa Saarinen, Virpi Kuitunen und Kaisa Varis). Ihre besten Platzierungen bei den Olympischen Winterspielen 2006 in Turin waren der 13. Platz im Verfolgungsrennen und den siebten Rang mit der Staffel. Beim Weltcup in Sapporo belegte sie zusammen mit Pirjo Manninen im Teamsprint den zweiten Rang. In der Saison 2006/07 kam sie bei allen 12 Weltcupeinzelteilnahmen in die Punkteränge und siebenmal unter den ersten Zehn. Zum Saisonbeginn in Gällivare errang sie mit der Staffel den dritten Platz. Beim Weltcup in La Clusaz holte sie mit dem zweiten Rang im 15-km-Massenstartrennen ihre erste Weltcuppodestplatzierung im Einzelrennen. Die erste Tour de Ski beendete sie auf den 13. Gesamtplatz. Beim nachfolgenden Weltcup in Rybinsk gewann sie im 15-km-Massenstartrennen ihr erstes Weltcupeinzelrennen. Im Februar 2007 errang sie in Davos den zweiten Platz mit der Staffel. Bei den Nordischen Skiweltmeisterschaften 2007 in Sapporo gewann sie eine Goldmedaille im Freistil-Teamsprint (zusammen mit Virpi Kuitunen) und mit der Staffel. Beim darauffolgenden Weltcup in Lahti belegte sie den zweiten Platz im Sprint. Zum Saisonende kam sie in Falun erneut auf den zweiten Rang mit der Staffel und erreichte im Gesamt- und im Distanzweltcup den sechsten Rang.
Zu Beginn der Saison 2007/08 kam Roponen in Beitostølen auf den dritten Platz mit der Staffel und in Rybinsk auf den dritten Rang im 15-km-Massenstartrennen. Bei der Tour de Ski 2007/08 erreichte sie auf den zehnten Gesamtrang. Im Februar 2008 belegte sie in Falun den zweiten Platz mit der Staffel. Zum Saisonende errang sie in Bormio den dritten Platz über 2,5 km Freistil. Die Saison beendete sie auf den 13. Platz im Gesamtweltcup und den 11. Rang im Distanzweltcup. In der folgenden Saison belegte sie beim Weltcup in Gällivare den zweiten Platz und in La Clusaz den ersten Rang mit der Staffel. Die Tour de Ski 2008/09 beendete sie auf den 11. Platz. Bei den Nordischen Skiweltmeisterschaften 2009 in Liberec holte sie Gold mit der Staffel. Beim Weltcup-Finale in Falun, bei der sie die 10-km-Verfolgungsetappe gewann, kam sie auf den zehnten Gesamtrang und erreichte im Gesamt- und im Distanzweltcup den 11. Platz. 2009 wurde sie finnische Meisterin im Verfolgungsrennen und über 30 km. In der folgenden Saison kam sie bei allen 11 Einzelteilnahmen im Weltcup in die Punkteränge und davon siebenmal unter den ersten Zehn. Beim ersten Weltcup in der Saison in Beitostølen kam sie auf den dritten Platz mit der Staffel. Bei der Tour de Ski 2009/10 errang sie den sechsten Platz. Dabei belegte sie bei der Abschlussetappe den zweiten Rang. Im Januar 2010 wurde sie finnische Meisterin über 5 km und wie im Vorjahr im Verfolgungsrennen. Bei den Olympischen Winterspielen 2010 in Vancouver erreichte Roponen gemeinsam mit Virpi Kuitunen, Pirjo Muranen und Aino-Kaisa Saarinen im Staffelwettbewerb über 4 × 5 km die Bronzemedaille. Beim Weltcup-Finale belegte sie den fünften Platz und beendete damit die Saison auf den siebten Platz im Gesamtweltcup und den fünften Rang im Distanzweltcup. In der Saison 2010/11 erreichte sie den 13. Platz bei der Nordic Opening in Kuusamo und den 11. Rang bei der Tour de Ski 2010/11. Bei neun Einzelteilnahmen im Weltcup kam sie dreimal unter den ersten Zehn und neunmal in die Punkteränge. Bei den Nordischen Skiweltmeisterschaften 2011 in Oslo holte sie die Bronzemedaille mit der Staffel. Die Saison beendete sie auf den 14. Rang im Gesamtweltcup und den neunten Platz im Distanzweltcup. Zu Beginn der folgenden Saison belegte sie in Sjusjøen den dritten Platz mit der Staffel und den 17. Rang bei der Nordic Opening in Kuusamo. Die Tour de Ski 2011/12 beendete sie wie im Vorjahr auf den 11. Platz. Im Januar 2012 wurde sie in Keuruu finnische Meisterin im Verfolgungsrennen. Im folgenden Monat errang sie in Nove Mesto den zweiten Platz mit der Staffel. Beim Weltcup-Finale errang sie den 11. Platz und erreichte damit den 15. Platz im Gesamtweltcup und den 12. Rang im Distanzweltcup.
In der Saison 2012/13 kam Roponen auf den 21. Platz bei der Nordic Opening und den achten Rang bei der Tour de Ski 2012/13. Beim Weltcup in La Clusaz erreichte sie mit der Staffel den zweiten Platz. Bei den Weltmeisterschaften 2013 im Val di Fiemme belegte sie den 16. Platz im Skiathlon, den achten Rang über 10 km Freistil und den fünften Platz mit der Staffel. Ebenfalls in der Saison siegte sie beim Engadin Skimarathon und beim La Sgambeda. Die Saison beendete sie auf den 18. Platz im Gesamtweltcup, den 16. Rang im Distanzweltcup und den sechsten Platz in der Gesamtwertung des Skilanglauf-Marathon-Cups. In der folgenden Saison errang sie den 41. Platz bei der Nordic Opening und den 16. Rang bei der Tour de Ski 2013/14. Beim Skilanglauf-Marathon-Cup gewann wie im Vorjahr beim Engadin Skimarathon und beim La Sgambeda. Ebenfalls siegte sie beim Dolomitenlauf und gewann damit auch die Gesamtwertung des Skilanglauf-Marathon-Cups. Im Februar 2014 erreichte sie bei den Olympischen Winterspielen 2014 in Sotschi den 26. Platz im 30-km-Massenstartrennen. Zu Beginn der Saison 2014/15 belegte sie den 39. Rang bei der Nordic Opening in Lillehammer. Eine Woche später gewann sie zum dritten Mal in Folge den La Sgambeda. Im Januar 2015 kam sie beim Weltcup in Rybinsk auf den dritten Platz im Skiathlon. Im selben Monat wurde sie finnische Meisterin über 10 km. Im folgenden Monat holte sie bei den Nordischen Skiweltmeisterschaften 2015 in Falun die Bronzemedaille mit der Staffel. Ihr bestes Einzelergebnis war der achte Rang im Skiathlon. Beim Engadin Skimarathon im März 2015 wurde sie Zweite hinter Anouk Faivre Picon. Im Mai 2015 siegte sie beim isländischen Fossavatnsgangan über 50 km klassisch. Nach Platz 20 bei der Nordic Opening in Ruka zu Beginn der Saison 2015/16, kam sie im Januar 2016 in Nové Město auf den dritten Platz mit der Staffel. Ende Januar 2016 wurde sie bei den finnischen Meisterschaften in Imatra Zweite über 10 km Freistil. Im folgenden Monat siegte sie beim Finlandia-hiihto über 42 km Freistil und über 42 km klassisch und erreichte mit dem fünften Rang im Skiathlon in Lahti ihre beste Einzelplatzierung der Saison im Weltcup. Im Dezember 2016 wurde sie in La Clusaz Zweite mit der Staffel und im Januar 2018 in Hakunila finnische Meisterin über 10 km Freistil. Bei den Olympischen Winterspielen 2018 in Pyeongchang lief sie auf den 20. Platz über 10 km Freistil und auf den vierten Rang mit der Staffel.
In der Saison 2018/19 wurde Roponen beim Weltcup in Beitostølen und Ulricehamn jeweils Dritte mit der Staffel. Zudem gewann sie den Gsieser-Tal-Lauf über 42 km Freistil. Beim Saisonhöhepunkt, den Weltmeisterschaften 2019 in Seefeld in Tirol lief sie auf den 22. Platz im 30-km-Massenstartrennen und auf den sechsten Rang mit der Staffel. In der folgenden Saison nahm sie an der US Super Tour teil. Dabei holte sie zwei Siege und errang beim American Birkebeiner den zweiten Platz. Nach Platz 39 beim Ruka Triple zu Beginn der Saison 2020/21, gewann sie bei den nordischen Skiweltmeisterschaften 2021 in Oberstdorf die Bronzemedaille mit der Staffel. Zudem wurde sie dort Zehnte über 10 km Freistil und siegte bei den finnischen Meisterschaften über 10 km Freistil und 30 km Freistil.

## Teilnahmen an Weltmeisterschaften und Olympischen Winterspielen

### Olympische Spiele
- 2002 Salt Lake City: 7. Platz Staffel, 19. Platz 15 km Freistil Massenstart, 36. Platz Sprint Freistil
- 2006 Turin: 7. Platz Staffel, 13. Platz 15 km Skiathlon, 23. Platz 30 km Freistil Massenstart, 35. Platz 10 km klassisch
- 2010 Vancouver: 3. Platz Staffel, 6. Platz 10 km Freistil, 8. Platz Teamsprint Freistil, 15. Platz 15 km Skiathlon
- 2014 Sotschi: 26. Platz 30 km Freistil Massenstart
- 2018 Pyeongchang: 4. Platz Staffel, 20. Platz 10 km Freistil

### Nordische Skiweltmeisterschaften
- 2003 Val di Fiemme 35. Platz 30 km Freistil, 41. Platz 2 × 5 km Doppelverfolgung
- 2005 Oberstdorf 2. Platz Teamsprint Freistil, 5. Platz Staffel, 8. Platz 15 km Verfolgung, 12. Platz 10 km Freistil
- 2007 Sapporo 1. Platz Teamsprint Freistil, 1. Platz Staffel, 5. Platz 15 km Verfolgung, 7. Platz 10 km Freistil
- 2009 Liberec 1. Platz Staffel, 6. Platz 30 km Freistil Massenstart, 14. Platz Sprint Freistil, 23. Platz 15 km Verfolgung
- 2011 Oslo 3. Platz Staffel, 14. Platz 15 km Verfolgung, 15. Platz 30 km Freistil Massenstart, 18. Platz 10 km klassisch
- 2013 Val di Fiemme 5. Platz Staffel, 8. Platz 10 km Freistil, 16. Platz Skiathlon
- 2015 Falun 3. Platz Staffel, 8. Platz Skiathlon, 18. Platz 30 km klassisch Massenstart, 19. Platz 10 km Freistil
- 2019 Seefeld in Tirol 6. Platz Staffel, 22. Platz 30 km Freistil Massenstart
- 2021 Oberstdorf 3. Platz Staffel, 10. Platz 10 km Freistil

## Erfolge

### Siege bei Weltcuprennen

#### Weltcupsiege im Einzel
| Nr. | Datum           | Ort     | Disziplin                  |
| --- | --------------- | ------- | -------------------------- |
| 1.  | 20. Januar 2007 | Rybinsk | 15 km Freistil Massenstart |

#### Etappensiege bei Weltcuprennen
| Nr. | Datum         | Ort   | Disziplin          | Rennen              |
| --- | ------------- | ----- | ------------------ | ------------------- |
| 1.  | 21. März 2009 | Falun | 2 × 5 km Skiathlon | Weltcup-Finale 2009 |

#### Weltcupsiege im Team
| Nr. | Datum            | Ort            | Disziplin          |
| --- | ---------------- | -------------- | ------------------ |
| 1.  | 20. März 2005    | Falun          | 4 × 5 km Staffel 1 |
| 2.  | 15. Januar 2006  | Lago di Tesero | 4 × 5 km Staffel 2 |
| 3.  | 7. Dezember 2008 | La Clusaz      | 4 × 5 km Staffel 3 |

### Siege bei Continental-Cup-Rennen
| Nr. | Datum             | Ort        | Disziplin                       | Serie            |
| --- | ----------------- | ---------- | ------------------------------- | ---------------- |
| 1.  | 16. Dezember 2011 | Vuokatti   | 2,5 km Freistil Individualstart | Scandinavian Cup |
| 2.  | 18. Dezember 2011 | Vuokatti   | 10 km Freistil Individualstart  | Scandinavian Cup |
| 3.  | 15. Dezember 2019 | Sun Valley | 10 km Freistil                  | US Super Tour    |
| 4.  | 3. Januar 2020    | Houghton   | 10 km Freistil                  | US Super Tour    |

### Siege bei Worldloppet-Cup-Rennen
Anmerkung: Vor der Saison 2015/16 hieß der Worldloppet Cup noch Marathon Cup.
| Nr. | Datum             | Ort            | Rennen              | Disziplin                  |
| --- | ----------------- | -------------- | ------------------- | -------------------------- |
| 1.  | 16. Dezember 2012 | Livigno        | La Sgambeda         | 42 km Freistil Massenstart |
| 2.  | 10. März 2013     | Maloja–S-chanf | Engadin Skimarathon | 42 km Freistil Massenstart |
| 3.  | 15. Dezember 2013 | Livigno        | La Sgambeda         | 42 km Freistil Massenstart |
| 4.  | 19. Januar 2014   | Obertilliach   | Dolomitenlauf       | 42 km Freistil Massenstart |
| 5.  | 9. März 2014      | Maloja–S-chanf | Engadin Skimarathon | 42 km Freistil Massenstart |
| 6.  | 12. Dezember 2014 | Livigno        | La Sgambeda         | 42 km Freistil Massenstart |

### Sonstige Siege bei Skimarathon-Rennen
- 2015 Fossavatnsgangan, 50 km klassisch
- 2016 Finlandia-hiihto, 42 km klassisch
- 2016 Finlandia-hiihto, 42 km Freistil
- 2019 Gsieser-Tal-Lauf, 42 km Freistil

## Platzierungen im Weltcup

### Weltcup-Statistik
Die Tabelle zeigt die erreichten Platzierungen im Einzelnen.
- 1.–3. Platz: Anzahl der Podiumsplatzierungen
- Top 10: Anzahl der Platzierungen unter den ersten zehn
- Punkteränge: Anzahl der Platzierungen innerhalb der Punkteränge
- Starts: Anzahl gelaufener Rennen in der jeweiligen Disziplin
- Hinweis: Bei den Distanzrennen erfolgt die Einordnung gemäß FIS.

| Platzierung               | Distanzrennen a | Distanzrennen a | Distanzrennen a | Distanzrennen a | Distanzrennen a | Skiathlon Verfolgung | Sprint | Etappen- rennen b | Gesamt | Team c | Team c  |
| Platzierung               | ≤ 5 km          | ≤ 10 km         | ≤ 15 km         | ≤ 30 km         | > 30 km         | Skiathlon Verfolgung | Sprint | Etappen- rennen b | Gesamt | Sprint | Staffel |
| ------------------------- | --------------- | --------------- | --------------- | --------------- | --------------- | -------------------- | ------ | ----------------- | ------ | ------ | ------- |
| 1. Platz                  |                 |                 | 1               |                 |                 | 1                    |        |                   | 2      |        | 3       |
| 2. Platz                  |                 |                 | 1               |                 |                 | 1                    | 1      |                   | 3      | 1      | 8       |
| 3. Platz                  | 1               |                 | 1               |                 |                 | 1                    |        |                   | 3      | 1      | 9       |
| Top 10                    | 10              | 21              | 9               | 4               |                 | 26                   | 6      | 5                 | 81     | 4      | 36      |
| Punkteränge               | 23              | 77              | 15              | 8               |                 | 51                   | 29     | 15                | 218    | 4      | 37      |
| Starts                    | 28              | 86              | 16              | 8               |                 | 54                   | 47     | 19                | 258    | 4      | 37      |
| Stand: Saisonende 2023/24 |                 |                 |                 |                 |                 |                      |        |                   |        |        |         |

### Weltcup-Gesamtplatzierungen
| Saison  | Gesamt | Gesamt | Distanz | Distanz | Sprint | Sprint |
| Saison  | Punkte | Platz  | Punkte  | Platz   | Punkte | Platz  |
| ------- | ------ | ------ | ------- | ------- | ------ | ------ |
| 2001/02 | 120    | 35.    | -       | -       | -      | -      |
| 2002/03 | 50     | 55.    | -       | -       | -      | -      |
| 2003/04 | -      | -      | -       | -       | -      | -      |
| 2004/05 | 259    | 16.    | 239     | 14.     | 20     | 45.    |
| 2005/06 | 155    | 37.    | 131     | 28.     | 24     | 45.    |
| 2006/07 | 548    | 6.     | 368     | 6.      | 100    | 20.    |
| 2007/08 | 637    | 13.    | 389     | 11.     | 144    | 20.    |
| 2008/09 | 695    | 11.    | 414     | 11.     | 133    | 18.    |
| 2009/10 | 788    | 7.     | 477     | 5.      | 61     | 40.    |
| 2010/11 | 518    | 14.    | 353     | 9.      | 29     | 50.    |
| 2011/12 | 613    | 15.    | 422     | 12.     | 19     | 55.    |
| 2012/13 | 421    | 18.    | 265     | 16.     | 8      | 68.    |
| 2013/14 | 196    | 33.    | 136     | 20.     | -      | -      |
| 2014/15 | 164    | 41.    | 164     | 21.     | -      | -      |
| 2015/16 | 216    | 31.    | 194     | 25.     | -      | -      |
| 2016/17 | 77     | 57.    | 77      | 34.     | -      | -      |
| 2017/18 | 65     | 61.    | 65      | 41.     | -      | -      |
| 2018/19 | 54     | 65.    | 54      | 46.     | -      | -      |
| 2019/20 | -      | -      | -       | -       | -      | -      |
| 2020/21 | 24     | 77.    | 24      | 50.     | -      | -      |
| 2021/22 | 8      | 97.    | 8       | 66.     | -      | -      |
| 2022/23 | -      | -      | -       | -       | -      | -      |
| 2023/24 | 16     | 135.   | 16      | 108.    | -      | -      |